# Ворузъярви
Ворузъярви — озеро на территории Коткозерского сельского поселения Олонецкого района Республики Карелии.

## Общие сведения
Площадь озера — 2,3 км², площадь водосборного бассейна — 26,5 км². Располагается на высоте 131,0 метров над уровнем моря.
Форма озера продолговатая: немного вытянуто с запада на восток. Берега каменисто-песчаные, местами возвышенные.
Из озера вытекает ручей, впадающий в реку Топозерку, которая, в свою очередь, впадает в Матчозеро, а откуда уже вытекает река Меллич, впадающая в Сигозеро. Из Сигозера вытекает протока, впадающая в Утозеро, являющееся истоком реки Олонки.
На северо-восточном берегу озера располагается посёлок Верхнеолонецкий, к которому подходит дорога местного значения 86К-195 («Подъезд к п. Верхнеолонецкий — Тигвера»).
Код объекта в государственном водном реестре — 01040300211102000014787.